# Ilingoceros
Ilingoceros és un gènere de mamífer artiodàctil extint de la família dels antilocàprids. Se n'han trobat restes fòssils a Nord-amèrica. S'extingí al Pliocè inferior. Tenia banyes amb el nucli molt llarg (> 30 cm) i amb forma d'espirall, amb ramificacions molt petites o inexistents.
| Registre fòssil          | Registre fòssil | Registre fòssil | Registre fòssil                |
| Localitat                | País            | Antiguitat      | Espècie/s                      |
| ------------------------ | --------------- | --------------- | ------------------------------ |
| Dove Spring (Califòrnia) | Estats Units    | Miocè mitjà     | I. sp.                         |
| Thousand Creek (Nevada)  | Estats Units    | Pliocè inferior | I. alexandrae i I. schizoceras |